# Droga wojewódzka nr 610
Droga wojewódzka nr 610 (DW610) – droga wojewódzka w województwie warmińsko-mazurskim łącząca DK59 w Pieckach z DK58 w Rucianem-Nidzie.

## Miejscowości leżące przy trasie DW610
- Piecki (DK59)
- Dobry Lasek
- Gałkowo
- Ukta (DW609)
- Ładne Pole
- Ruciane-Nida (DK58)